# 佐藤隆治
佐藤 隆治（さとう りゅうじ、1977年4月16日 - ）は、愛知県一宮市出身の元サッカー審判員。元プロフェッショナルレフェリー、元国際審判員。知多郡阿久比町在住。

## 来歴
小学校からサッカーを始め、愛知県立一宮高等学校・筑波大学時代まではサッカーを続けていたが、選手としてプレーを続けるのは諦め現役引退。地元に戻って高校教員として活動し、指導時に役立てるために地域協会の主催試合まで審判できる2級審判員の資格までは取得していたが、2002年に地元愛知県で行われた上川徹の講演を聴いてプロフェッショナルレフェリーの道を目指すことを決める。審判を目指し始めた年齢としては比較的高かったが、2004年に日本サッカー協会（JFA）が開設した審判員養成機関「レフェリーカレッジ」を受講し、同年12月に1級審判員に登録された。2007年には唐紙学志・井上知大とともにJ2リーグの主審として新規登録され、同年8月からはJ1リーグの担当に「昇格」し、この年はJ1で3試合、J2で14試合の主審を務めた。2008シーズン以降は主にJ1の試合で主審を務めている。
2009年より国際主審に登録され、4thエリートとして活動を行うこととなった。同年1月にカタールで行われた「カタール国際U-20大会」では開幕戦の主審に抜擢されるなどアジアサッカー連盟所属の若手レフェリーとして期待された。
2009年のJ1担当主審の中では3番目の若さであるが、同年よりプロフェッショナルレフェリー（旧称スペシャルレフェリー）として活動している。2010年7月からは日本サッカー協会とイングランドサッカー協会の交流プログラムの一環として、東城穣とともにイングランドに派遣された。
副審の相樂亨、山内宏志とともに2018 FIFAワールドカップ・FIFAクラブワールドカップ2018担当審判員に選出された（FIFAワールドカップでは主審としての割り当て無し、グループステージで第4審を4試合担当）。
2018年9月23日、J1第23節・浦和レッズ対ヴィッセル神戸戦にて10人目となるJ1通算主審200試合を達成した。また、同年の最優秀主審賞を初受賞した。
2019年開催のAFCアジアカップ2019に飯田淳平、木村博之、山内宏志、三原純と共に選出され、グループステージ2試合・ラウンド16 1試合・準々決勝1試合を担当した。
2021年3月26日に東京スタジアムで行われたU-24日本代表対U-24アルゼンチン代表では、日本代表戦ながら山内宏志、三原純、木村博之と共に日本人レフェリーが試合を担当した。
2022年、自身にとって二度目の天皇杯決勝主審となる天皇杯 JFA 第102回全日本サッカー選手権大会決勝ヴァンフォーレ甲府対サンフレッチェ広島の主審を担当。同年、最優秀主審賞を受賞。同年12月15日、国際副審の山内宏志と共に、2022年シーズン限りでトップリーグ担当審判員から勇退することが日本サッカー協会から発表された。

## 経歴
- 1級審判員登録：2004年12月[8]
- Jリーグ(J1)初主審：2007年8月29日 大宮アルディージャ対柏レイソル戦（さいたま市浦和駒場スタジアム）
- Jリーグ(J2)初主審：2007年3月17日 水戸ホーリーホック対ザスパ草津戦（笠松運動公園陸上競技場）
- Jリーグ(J3)初主審：2016年5月22日 ガンバ大阪U-23対SC相模原戦（万博記念競技場）
- Jリーグ(カップ戦)初主審：2008年3月23日 大宮アルディージャ対横浜F・マリノス戦（NACK5スタジアム大宮）

## 話題となった試合・判定
2013年 J1第11節 浦和レッドダイヤモンズ‐鹿島アントラーズ戦
2013年5月11日に行われたJリーグ ディビジョン1第11節浦和レッドダイヤモンズ‐鹿島アントラーズ（埼玉スタジアム2002）の78分、浦和の興梠慎三が左サイドからのクロスをヘディングであわせて得点を決めた。だが興梠のポジショニングがオフサイドであったとして鹿島の選手から激しい抗議を受け、試合後に鹿島のトニーニョ・セレーゾ監督から副審ともども痛烈に批判された。試合から3日後の5月14日、審判委員長の上川徹はこのプレイについて「得点が認められるべきではなかった」と誤審を認めている。
佐藤は、自身のジャッジミスでこの試合のことを一番覚えているといい、直後の海外派遣時も頭から離れなかったというが、帰国後にJリーグの試合の割り当てがあったことで、恐怖心と戦いつつサポーターや選手からの罵詈雑言を受けながらも、逆に精神的に追い込まれずに済んだと述懐している。
2015年 J1 1st第12節 アルビレックス新潟 - ベガルタ仙台戦
2015年5月16日に行われたこの試合の後半38分、仙台の六反勇治が味方の茂木駿佑に注意したことをきっかけに一悶着が起きた。この件で佐藤は六反に反スポーツ的行為として警告を提示したが、味方に対する行為によって警告が提示されることは珍しいため、話題となった。日本サッカー協会元審判委員長の松崎康弘は、この判定に関して「味方への行為での警告は、Jリーグでは記憶にない」としたものの、相手選手だけでなく、看板や観客、味方などに対する反スポーツ的行為も警告や退場の対象となる旨の見解を示している。
2019年 J1 第28節 サガン鳥栖‐FC東京戦
2019年10月5日に駅前不動産スタジアムで行われたこの試合の90分＋5分、鳥栖の金井貢史が押し込んで2-1と逆転に成功した決勝ゴールの場面。高橋秀人のヘッドの折り返しに豊田陽平がオフサイドポジションにいたが得点機に関わっているため、豊田はハンドのファウル、さらに金井もオフサイドとこれら3つのファウルが見逃された。DAZNのコンテンツ『Jリーグジャッジリプレイ』で取り上げられ、日本サッカー協会（JFA）審判委員会のレイモンド・オリバー副委員長が詳しく解説し、3つのファウルが見逃されたと説明した。

## 出場記録

### 国内公式戦
| 国内大会個人成績 | 国内大会個人成績 | 国内大会個人成績 | 国内大会個人成績 | 国内大会個人成績 | 国内大会個人成績 | 国内大会個人成績 | 国内大会個人成績 | 国内大会個人成績 | 国内大会個人成績 | 国内大会個人成績 |
| 年度             | J1               | J1               | J2               | J2               | J3               | J3               | リーグ杯         | リーグ杯         | 天皇杯           | 天皇杯           |
| 年度             | 主審             | 副審             | 主審             | 副審             | 主審             | 副審             | 主審             | 副審             | 主審             | 副審             |
| ---------------- | ---------------- | ---------------- | ---------------- | ---------------- | ---------------- | ---------------- | ---------------- | ---------------- | ---------------- | ---------------- |
| 2005             | -                | -                | -                | -                | -                | -                | -                | -                | 0                | 1                |
| 2006             | -                | -                | -                | -                | -                | -                | -                | -                | 1                | 0                |
| 2007             | 3                | 0                | 14               | 0                | -                | -                | 0                | 0                | 2                | 0                |
| 2008             | 19               | 0                | 3                | 0                | -                | -                | 3                | 0                | 2                | 0                |
| 2009             | 19               | 0                | 10               | 0                | -                | -                | 4                | 0                | 2                | 0                |
| 2010             | 18               | 0                | 9                | 0                | -                | -                | 2                | 0                | 4                | 0                |
| 2011             | 19               | 0                | 7                | 0                | -                | -                | 1                | 0                | 1                | 0                |
| 2012             | 14               | 0                | 14               | 0                | -                | -                | 4                | 0                | 4                | 0                |
| 2013             | 21               | 0                | 12               | 0                | -                | -                | 4                | 0                | 1                | 0                |
| 2014             | 18               | 0                | 9                | 0                | 0                | 0                | 1                | 0                | 3                | 0                |
| 2015             | 16               | 0                | 11               | 0                | 0                | 0                | 2                | 0                | 2                | 0                |
| 2016             | 21               | 0                | 6                | 0                | 2                | 0                | 1                | 0                | 2                | 0                |
| 2017             | 17               | 0                | 7                | 0                | 0                | 0                | 4                | 0                | 2                | 0                |
| 2018             | 20               | 0                | 5                | 0                | 0                | 0                | 5                | 0                | 0                | 0                |
| 2019             | 21               | 0                | 5                | 0                | 0                | 0                | 3                | 0                | 3                | 0                |
| 2020             | 22               | 0                | 5                | 0                | 0                | 0                | 3                | 0                | 1                | 0                |
| 2021             | 10               | 0                | 1                | 0                | 0                | 0                | 1                | 0                | 0                | 0                |
| 2022             | 18               | 0                | 4                | 0                | 0                | 0                | 1                | 0                | 2                | 0                |
| 通算             | 276              | 0                | 122              | 0                | 2                | 0                | 39               | 0                | 32               | 1                |

- VAR、AVAR、AAR（追加副審）

| 国内大会個人成績 | 国内大会個人成績 | 国内大会個人成績 | 国内大会個人成績 |
| 年度             | VAR              | AVAR             | AAR              |
| ---------------- | ---------------- | ---------------- | ---------------- |
| 2016             | -                | -                | 2                |
| 2017             | -                | -                | 0                |
| 2018             | -                | -                | 1                |
| 2019             | 2                | 0                | 0                |
| 2020             | 1                | 0                | -                |
| 2021             | 10               | 2                | -                |
| 通算             | 13               | 2                | 3                |

- 日本フットボールリーグ(JFL)

| JFL個人成績 | JFL個人成績 | JFL個人成績 |
| 年度        | 主審        | 副審        |
| ----------- | ----------- | ----------- |
| 2003        | 0           | 2           |
| 2004        | 0           | 1           |
| 2005        | 3           | 3           |
| 2006        | 4           | 0           |
| 2007        | 1           | 0           |
| 通算        | 8           | 6           |

- その他の国内公式戦
  - 全日本大学サッカー選手権 (2009)
  - 全国高等学校サッカー選手権 (2010)
  - J1昇格プレーオフ (2013、2015)
  - 富士ゼロックススーパーカップ (2014)
  - Jリーグチャンピオンシップ (2016)

### 国際試合

#### AFCチャンピオンズリーグ
| 国際大会個人成績 | 国際大会個人成績 | 国際大会個人成績 | 国際大会個人成績 | 国際大会個人成績 |
| 年度             | ACL/ACLE         | ACL/ACLE         | ACL予選          | ACL予選          |
| 年度             | 主審             | 副審             | 主審             | 副審             |
| ---------------- | ---------------- | ---------------- | ---------------- | ---------------- |
| 2012             | 4                | 0                | 0                | 0                |
| 2013             | 4                | 0                | 0                | 0                |
| 2014             | 4                | 0                | 1                | 0                |
| 2015             | 4                | 0                | 1                | 0                |
| 2016             | 5                | 0                | 0                | 0                |
| 2017             | 4                | 0                | 0                | 0                |
| 2018             | 3                | 0                | 0                | 0                |
| 2019             | 4                | 0                | 1                | 0                |
| 2020             | 1                | 0                | 0                | 0                |
| 通算             | 33               | 0                | 3                | 0                |

- その他の国際試合
  - EAFF E-1サッカー選手権 (2010)
  - AFC U-19選手権 (2014)
  - FIFA U-20ワールドカップ (2015)
  - AFCアジアカップ (2015、2019)
  - リオデジャネイロオリンピック (2016)
  - FIFA ワールドカップアジア予選 (2016、2017)
  - AFC U-23選手権 (2016、2018、2020)
  - FIFA U-17ワールドカップ (2017)
  - FIFA クラブワールドカップ (2018)

## 決勝担当
| 開催年月日     | 大会                                       | 対戦カード             | 対戦カード         | 結果        | 会場                                   | 担当  |
| -------------- | ------------------------------------------ | ---------------------- | ------------------ | ----------- | -------------------------------------- | ----- |
| 2009年1月1日   | 第88回天皇杯全日本サッカー選手権大会       | ガンバ大阪             | 柏レイソル         | 1-0         | 国立競技場                             | 第4審 |
| 2009年2月28日  | FUJI XEROX SUPER CUP2012                   | 鹿島アントラーズ       | ガンバ大阪         | 3-0         | 国立競技場                             | 第4審 |
| 2010年1月1日   | 第89回天皇杯全日本サッカー選手権大会       | ガンバ大阪             | 名古屋グランパス   | 4-1         | 国立競技場                             | 第4審 |
| 2010年1月6日   | 第58回全日本大学サッカー選手権大会         | 明治大学               | 福岡大学           | 2-1         | 国立競技場                             | 主審  |
| 2011年1月10日  | 第89回全国高等学校サッカー選手権大会       | 久御山                 | 滝川第二           | 3-5         | 国立競技場                             | 主審  |
| 2014年1月1日   | 第93回天皇杯全日本サッカー選手権大会       | 横浜F・マリノス        | サンフレッチェ広島 | 2-0         | 国立競技場                             | 第4審 |
| 2014年2月22日  | FUJI XEROX SUPER CUP2014                   | サンフレッチェ広島     | 横浜F・マリノス    | 2-0         | 国立競技場                             | 主審  |
| 2014年12月13日 | 第94回天皇杯全日本サッカー選手権大会       | ガンバ大阪             | モンテディオ山形   | 3-1         | 日産スタジアム                         | 主審  |
| 2016年10月15日 | JリーグYBCルヴァンカップ                   | ガンバ大阪             | 浦和レッズ         | 1-1 (PK4-5) | 埼玉スタジアム2002                     | 主審  |
| 2016年11月26日 | AFCチャンピオンズリーグ2016                | アル・アイン           | 全北現代           | 1-1         | ハッザーア・ビン・ザーイド・スタジアム | 主審  |
| 2016年12月3日  | Jリーグチャンピオンシップ                  | 浦和レッズ             | 鹿島アントラーズ   | 1-2         | 埼玉スタジアム2002                     | 主審  |
| 2019年10月26日 | 2019 JリーグYBCルヴァンカップ              | 北海道コンサドーレ札幌 | 川崎フロンターレ   | 3-3 (PK4-5) | 埼玉スタジアム2002                     | VAR   |
| 2020年1月1日   | 天皇杯 JFA 第99回全日本サッカー選手権大会  | ヴィッセル神戸         | 鹿島アントラーズ   | 2-0         | 国立競技場                             | 主審  |
| 2022年10月16日 | 天皇杯 JFA 第102回全日本サッカー選手権大会 | ヴァンフォーレ甲府     | サンフレッチェ広島 | 1-1 (PK5-4) | 日産スタジアム                         | 主審  |

## 受賞歴
- 2018年Jリーグ最優秀主審賞
- 2022年Jリーグ最優秀主審賞